# Приват24
«Приват24» — найпопулярніший в Україні інтернет-банкінг. Працює з 26 березня 2001 року й належить ПриватБанку.
Система призначена для дистанційного керування банківськими рахунками ПриватБанку й інших українських банків у режимі реального часу. Реєстрація в сервісі обов'язкова.
Доступ до системи може бути здійснений як через web-версію, так і через мобільні додатки для операційних систем Android та iOS.
Доступ до «Приват24» через Web-версію здійснюється телефонним дзвінком від банку або за допомогою одноразових динамічних паролів, що надсилаються користувачеві через SMS. Вхід у мобільну версію доступний як по введенню звичайного пароля, так і з допомогою технологій біометричної автентифікації: по відбитку пальця або через розпізнавання обличчя(FaceID). 

## Можливості системи
Інтернет-банкінг «Приват24» надає клієнтам ПриватБанку можливість зручно та легко користуватись безліччю різноманітних послуг без звернення у відділення банку:
- перегляд балансу та руху коштів по своїх рахунках, отримання їх реквізитів;
- переказ коштів на картку будь-якого банку світу;
- платежі по реквізитам рахунку;
- платежі через QR-код;
- обмін валюти та перегляд курсів валют;
- налаштування FacePay — технології біометричної оплати з допомогою банківської картки та обличчя клієнта;
- відправка та отримання термінових грошових переказів Western Union, MoneyGram, RIA, PrivatMoney, Intel Express, Welsend, Meest, Sigue;
- оплата за комунальні послуги, штрафів за порушення ПДР та інше;
- поповнення мобільного зв'язку, оплата за надання послуг Інтернету;
- відкриття, поповнення, розірвання депозитів;
- керування кредитним лімітом;
- відкриття digital карток;
- перевипуск карток;
- додавання карток інших банків;
- керування своїми картками ПриватБанку: зміна PIN-коду, блокування та розблокування картки, зміна інтернет-ліміту;
- додавання картки до Apple Pay та Google Pay;
- замовлення готівки для отримання у відділенні банку;
- замовлення довідок та квитанцій по будь-яким платежам, здійсненим у системі ПриватБанку;
- меню «Бізнес» — управління рахунками підприємця;
- формування електронного цифрового підпису;
- зміна персональних даних та налаштувань безпеки;
- цілодобова підтримка онлайн-консультантами банку;
- пошук найближчих до клієнта банкоматів, терміналів самообслуговування та відділень ПриватБанку;
- та ще багато інших сервісів.

Приват24 поєднує в собі як звичні клієнтам банківські послуги, так і цілу екосистему різноманітних сервісів та послуг, які виходять далеко за рамки банківських продуктів (ресторани, шопінг, мандрівки, здоров'я, театр, музика, кіно):
- придбання квитків на авіа-, автобусні та залізничні перевезення;
- придбання квитків на концерти, в кіно та на театральні вистави;
- оформлення договорів страхування: ОСЦПВ, туристичне, на нерухомість тощо;
- поповнення віртуальних гаманців ігрових сервісів: Steam, Xsolla, World of Tanks тощо;
- подарункові сертифікати різноманітних торгових мереж та знижки на оплати в Інтернеті за здійснення платежів у системі «Приват24»;
- додавання та відкриття дисконтних карток роздрібних торгових мереж;
- оформлення підписки на музичний сервіс Apple Music з додатковими акціями для клієнтів банку.

## Історія розвитку
Запуск системи «Приват24» відбувся 26 березня 2001 року.
Для входу в систему та для підтвердження фінансових операцій стали використовуватись одноразові динамічні SMS-паролі. ПриватБанк став однією з найперших фінансових установ у світі, що почала використовувати дану технологію.
2003 року у «Приват24» були додано дві важливих функції:
- по-перше, можливість здійснення P2P-переказів на картку будь-якого банку світу. Клієнту ПриватБанку достатньо лише вказати номер картки отримувача при створенні платежу та відправити кошти;
- по-друге, клієнти отримали можливість оформити інтернет-картку — міжнародну віртуальну банківську картку для оплати за товари і послуги в інтернет-магазинах. Відкриття картки стало доступним у «Приват24», починаючи з 16-річного віку.

2010 року було випущено першу версію мобільного додатку «Приват24» для завантаження на смартфони з підтримкою операційних систем iOS та Android.
2015 року почав роботу сервіс «Чугайстер» — програма лояльності для користувачів «Приват24» та LiqPay. При оплаті товарів і послуг в інтернет-магазинах або при здійсненні платежів через «Приват24» клієнти отримують безкоштовні ваучери або знижки на послуги і продукцію провідних українських та світових компаній. За перші чотири місяці роботи сервіс роздав 1,2 млн промокодів.
У липні 2018 року почалось бета-тестування вебверсії оновленого дизайну «Приват24» NEXT. Доступ став загальнодоступним, будь-який користувач міг ознайомитись з оновленим інтерфейсом системи.
17 травня 2018 року відбувся офіційний запуск популярної мобільної платіжної системи Apple Pay на території України. ПриватБанк став першим українським банком, чиї картки у поєднанні з пристроями на операційній системі iOS можна використовувати для оплати покупок по технології NFC. Додати картку в електронний гаманець Apple Pay клієнти можуть через мобільний додаток «Приват24».
У жовтні 2018 року аналогічна можливість з'явилась для власників мобільних девайсів на операційній системі Android. Щоб здійснювати безконтактні оплати з допомогою платіжного мобільного сервісу Google Pay, клієнту потрібно додати свою картку в електронний гаманець Google Pay, використавши додаток «Приват24».
У травні 2019 року для клієнтів ПриватБанку з'явилась можливість встановлювати через систему «Приват24» оригінальні віртуальні обкладинки (digital скіни) для своїх карток в Apple Pay та Google Pay. ПриватБанк при підтримці платіжної системи MasterCard першим у світі започаткував цей функціонал. Згодом до цього долучилась й Visa. Також у травні 2019 року Приватбанк запустив бота для замовлення великих сум готівки, які можна буде забрати у зручному для себе відділенні . Бот почав працювати у мобільному додатку Приват24 та інтернет-банкінгу Приват24 .
Того ж місяця почалось відкрите бета-тестування оновленого мобільного додатку «Приват24». Для того, щоб долучитись до участі в тестуванні, клієнтам потрібно було заповнити спеціальну форму на офіційному сайті ПриватБанку, а слідом за цим отримати на електронну пошту листа з URL-посиланням на завантаження мобільного додатку. За весь період тестування в ньому брали участь близько 250 000 клієнтів, залишивши 20 000 відгуків.
12 вересня 2019 року офіційно було представлено фінальну версію оновленого додатку «Приват24». В той же день додаток став доступним для завантаження з App Store та Google Play.
Того ж дня було анонсовано FacePay24 — нову технологію біометричної оплати по обличчю. Це спільний проєкт ПриватБанку та Visa. Запуск FacePay став можливим завдяки інтеграції сучасних методів оплати Visa та технології автоматичного розпізнавання облич Amazon Rekognition з оновленою платформою мобільного банкінгу «Приват24».

## Оновлена версія «Приват24»
У додатку «Приват24» істотних змін зазнали дизайн та функціонал.
- Змінено головний екран. Картки відображаються у вигляді «каруселі», переключення між ними відбувається з допомогою свайпів. На нижню панель виведені послуги. Клієнт може самостійно додавати на стартовий екран послуги, якими користується найчастіше.
- Меню «Гаманець». Через це меню клієнт: бачить список своїх карток; може змінювати чергу їх відображення на стартовому екрані; має можливість додавати картки інших банків для їх використання у додатку.
- Розширені можливості налаштувань дизайну, безпеки та комунікацій. Клієнт може вибрати власноруч кольорову тему (світла або темна), налаштувати спосіб авторизації входу у додаток (з авторизацією по відбитку пальця/скануванню обличчя чи без авторизації взагалі) та змінювати спосіб інформування про здійснені операції з карток.
- Зміна віртуального дизайну картки. У «Приват24» функціонує особливий сервіс, який дозволяє змінити зображення платіжної картки, доданої в цифрові гаманці Apple Pay або Google Pay, на тематичні оригінальні дизайни.
- Деталізована виписка по рахункам. Окрім перегляду руху коштів по картках, у версії для iOS доступна вкладка «Аналітика», яка дозволяє побачити структуру доходів та витрат за певний період.
- Меню «Бізнес». Якщо клієнт має відкриті у ПриватБанку рахунки ФОП, то в «Приват24» він може побачити реквізити, рух коштів по рахункам підприємця та стан платежів, що були створені і відправлені з додатку «Приват24 Бізнес».

Однією з головних особливостей оновленого дизайну «Приват24» є можливість для користувачів робити банківські операції без авторизації у системі. На цей момент без наявності реєстрації в оновленому «Приват24» можливо проводити з картки будь-якого банку світу наступні операції:
- проведення платежів на карту VISA / MasterCard будь-якого банку світу;
- поповнення мобільного зв'язку;
- оплата комунальних платежів.

Ще однією помітною рисою нового додатку є біометрична технологія FacePay, яка дозволяє сплачувати у роздрібних торгових точках за допомогою свого обличчя. Користувач «Приват24» робить три селфі, завантажує їх у додаток та прив'язує свою банківську картку для здійснення оплат. При оплаті в торговій точці клієнту потрібно подивитись у фронтальну камеру спеціально обладнаного POS-терміналу та натиснути кнопку «Сплатити». В залежності від магазину, оплата буде підтверджуватись одним з наступних способів:
- введенням PIN-коду картки;
- по натисканню на push-повідомлення, що надійде у додаток «Приват24»;
- одразу по здійсненню фото через екран терміналу.

Для встановлення додатку «Приват24» пристрій повинен підтримувати наступні версії мобільних операційних систем:
- Android: необхідна версія 4.1 або вище;
- iOS: потрібна версія 12.0 або вище.

## Популярність
Наразі зареєстровано 12 млн користувачів мобільного додатку «Приват24», серед яких:
- 80 % — на ОС Android
- 20 % — на iOS

Зручність користування інтернет-банкінгом «Приват24» донині відзначається врученням різних премій.
| Рік  | Премії та винагороди |
| ---- | --- |
| 2010 | AWARDS Internet UA 2010: Інтернет-платежі / Найкращий інтернет банк для фізичних осіб B2C |
| 2015 | Видання Kyiv Post: Найкращий український мобільний додаток |
| 2016 | PSM Awards 2016: Найкращий інтернет-банкінг в Україні |
| 2017 | PSM Awards 2017: Найкращий інтернет-банкінг в Україні / Найкращий клієнтський сервіс в банку |
| 2018 | FinAwards 2018: Найкращий інтернет-банкінг PSM Awards 2018: Найкращий інтернет-банкінг в Україні Ukrainian E-Commerce Awards 2018: Найкращий мобільний додаток / Найкращий фінансовий продукт для E-commerce Національний рейтинг «50 провідних банків» від FinClub: Найкращий Інтернет-банкінг |
| 2019 | FinAwards 2019: Найкращий інтернет-банкінг PSM Awards 2019: Найкращий сервіс по переказу коштів з картки на картку / Найкращий інтернет-банкінг в Україні Українська народна премія: Інтернет-банкінг 2019 року                                                                                 |
| 2020 | FinAwards 2020: Найкращий інтернет-банкінг Українська народна премія: Інтернет-банкінг 2020 року Global Finance World's Best Digital Banks 2020: Найкращий український цифровий банк |